# Parc Adula

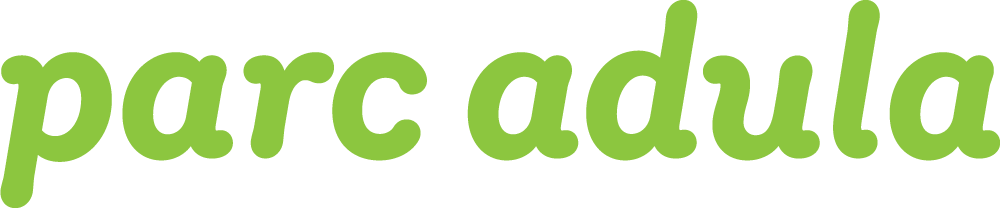
Parc Adula

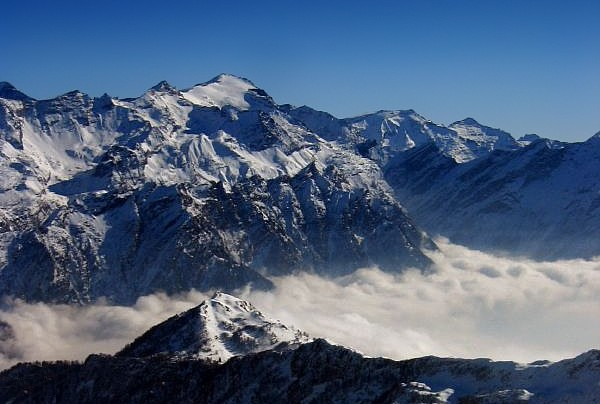
L‘Adula

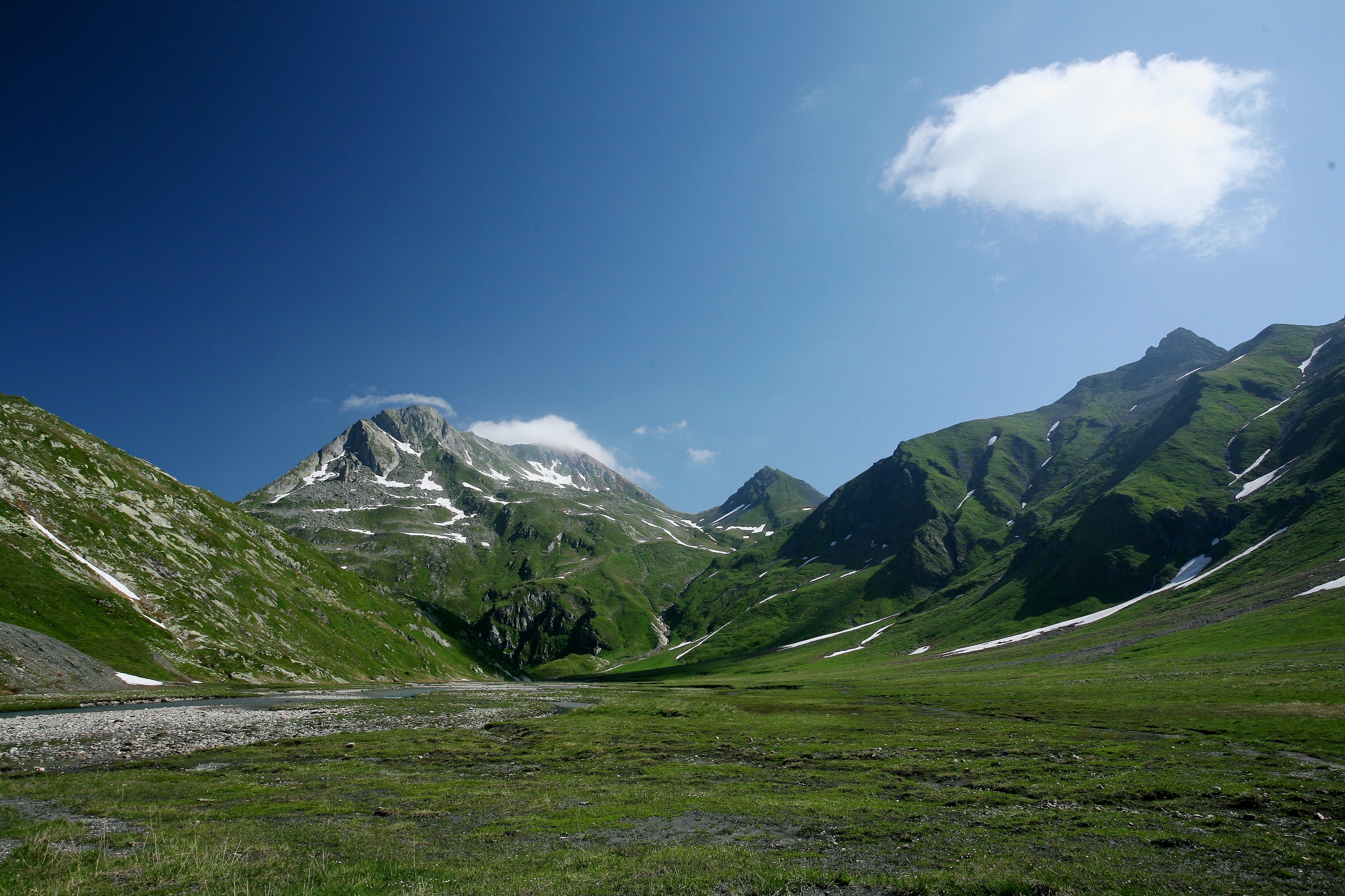
Il Passo della Greina

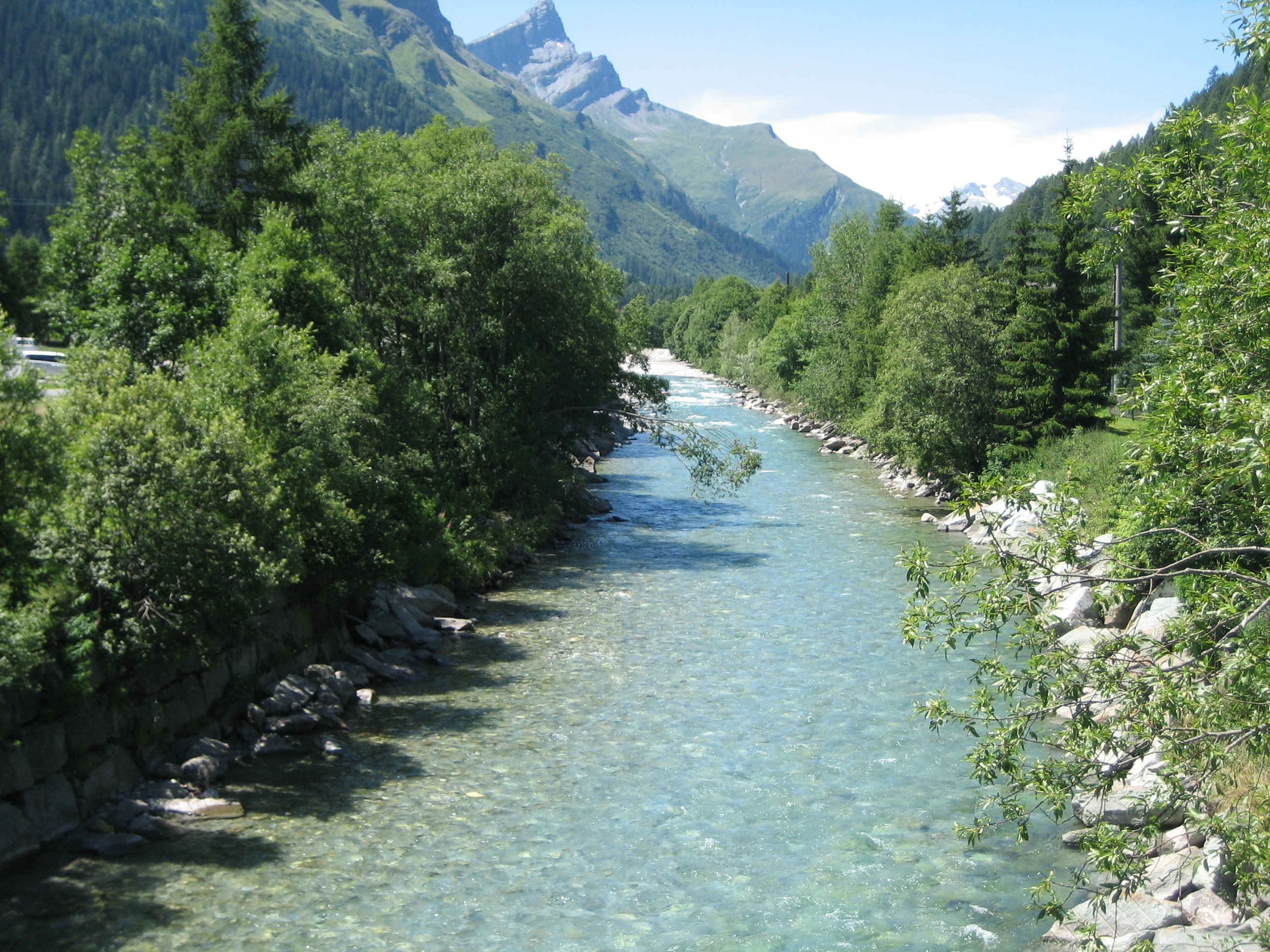
Il Reno Posteriore presso Splügen

Il Parc Adula si propone come il più grande parco nazionale in Svizzera nella zona alpina dell'Adula a cavallo dei cantoni Grigioni e Ticino, ai sensi dell'articolo 23f della Legge federale sulla protezione della natura e del paesaggio.

## Cronologia
- 2000 — Creazione del primo gruppo di promotori
- 2007 — Completamento dello studio di fattibilità[3]
- 2008 — Creazione dell'Associazione Parc Adula (ente di gestione pubblico)[4]
- 2010 — Riconoscimento "Rete dei parchi svizzeri, Candidato parco nazionale", Ufficio federale dell'ambiente, Berna[5]
- 2010 — Apertura del Segretariato, nomina del Direttore[6] del Parc Adula e del Gruppo operativo[7]
- 2011 — Inizio della fase di istituzione del parco
- 2015 — Consultazione pubblica Charta Parc Adula
- 2016 — la Consigliera federale Doris Leuthard chiarisce che nella zona periferica non vi saranno limitazioni di alcun tipo. Questo tema è stato oggetto di discussione e di un'incomprensione tra i promotori del parco e la Confederazione
- 2016 — Il 27 novembre, in votazione popolare, i cittadini dei Comuni promotori del progetto non accettano la costituzione di un secondo parco nazionale svizzero.

## Contenuti
La regione attorno alla cima dell'Adula è una delle più vaste della Svizzera senza interventi umani rilevanti e presenta un'importante diversità geologica e varietà di fauna e flora alpina. Il parco è plurilinguistico e pluriculturale. Comprende infatti (interessando 2 cantoni, 5 regioni e 20 comuni) comunità reto-romanze, germanofone, italofone e walser. Quest'ultima (una contrazione del tedesco Walliser) si riferisce alle comunità proveniente dall'alto Vallese che si diffusero su tutto l'arco alpino all'inizio del XIII secolo. Il dialetto walser è ancora oggi parlato nella regione della Surselva e del Reno posteriore. Il sursilvan (un sottogruppo del romancio parlato in alta Surselva) è dal 1938 una lingua nazionale svizzera e si aggiunge alle due importanti lingue parlate sul territorio del Parc Adula: l'italiano (prevalente nelle valli del Moesano e di Blenio) ed il tedesco (diffuso nelle regioni della Surselva e della ViaMala).
Parc Adula si prefigge la conservazione e la valorizzazione dei pregevoli patrimoni naturali. Tra questi, e di particolare interesse, si citano:
- L'altopiano della Greina. Un singolare paesaggio di tundra alpina ad un'altitudine di oltre 2.000 m s.l.m.
- Le sorgenti del Reno. Ambedue le sue sorgenti primarie si situano nella regione del Parc Adula. La prima – il Reno anteriore – vede la luce nell'adiacente Lai da Tuma; la seconda – il Reno posteriore – inizia il suo percorso sul Ghiacciaio del Paradiso. Diversi altri affluenti iniziali (Rein da Medel, Rein da Platta, Rein da Sumvitg, Rein da Cristallina, Rein da Vigliuts, Glogn, Valser Rhein, Areuabach) hanno origine nel Parc Adula.
- La riserva del Trescolmen. Tra la Val Mesolcina e la Val Calanca comprende il massiccio del Piz di Trescolmen, la Cima della Bedoleta e del Piz Pian Grand. La maggior parte della riserva è composta da pascoli alpestri, pietraie e rocce. Ad est e ad ovest vi sono piccole aree forestali. La riserva del Trescolmen ospita un gran numero di biotopi critici per la selvaggina e gli uccelli. Tra queste specie rare citiamo: aquila, astore, sparviero, gheppio, gufo reale, fagiano di monte, pernice bianca e coturnice.